# Eosangcheon-myeon
Eosangcheon-myeon (koreanska: 어상천면) är en socken i den centrala delen av Sydkorea, 130 km öster om huvudstaden Seoul. Den ligger i kommunen Danyang-gun i provinsen Norra Chungcheong.